# Legge Merloni
La legge Merloni (legge 11 febbraio 1994, n. 109 "Legge quadro in materia di lavori pubblici"), era una legge della Repubblica Italiana.
Era così detta dal nome del suo creatore (Francesco Merloni, Ministro dei lavori pubblici nel Governo Ciampi). Ha stabilito una nuova regolamentazione del settore dei lavori pubblici, in particolare per quanto riguarda la pubblicità degli stessi e la relativa comunicazione ai terzi. Prima della legge Merloni non esisteva un corpo normativo unico regolante la materia, ma vigevano diverse fonti normative.
Il regolamento d'attuazione, D.P.R. 554 del 1999 è noto come Regolamento Merloni.

## Caratteristiche
Viene definita come legge di riforma economico e sociale e pertanto ha contenuti vincolanti anche per la normazione in tema di lavori pubblici regionali e locali.

Ha stabilito forme di pubblicità che vanno dalla pubblicazione sulla Gazzetta ufficiale della Repubblica Italiana, Gazzetta ufficiale dell'Unione europea, due quotidiani a diffusione nazionale e due a diffusione locale per lavori con importo superiore a 5 milioni di euro; alla pubblicazione sulla Gazzetta ufficiale della Repubblica Italiana e su due quotidiani come sopra per lavori con importo superiore a 1 milione di euro; affissione nell'albo pretorio per lavori con importo inferiore a 500 000 euro.
Il 12 aprile 2006 la Legge Merloni è stata abrogata e sostituita dal D.Lgs. 163/2006 (Codice dei contratti pubblici relativi a lavori, servizi e forniture in attuazione delle direttive 2004/17/CE e 2004/18/CE), pubblicato sulla Gazzetta Ufficiale n. 100 del 2 maggio 2006 a sua volta confluita nel D.Lgs. 50/2016. L'ultimo testo normativo è il D.lgs 36/2023 (cosiddétto Codice dei Contratti Pubblici).